# Esteban II (papa efímero)
Esteban II (Roma, Estados Pontificios, siglo VII-Roma, 26 de marzo de 752) fue papa electo de la Iglesia católica durante tres días, en marzo de 752, sin llegar a tomar posesión del cargo por su temprana muerte.

## Elección y papado
El 15 de marzo de 752 falleció el papa San Zacarías. Una semana después, el 22 de marzo, finalmente se escogió como nuevo pontífice a un sacerdote romano, que eligió el nombre de Esteban II, pues ya había existido un papa llamado Esteban I entre los años 254 y 257.
Esteban II estaba muy enfermo y, tres días después de haber sido elegido por los cardenales, falleció repentinamente a causa de un ataque de apoplejía. Debido a esto, como se explica a continuación, actualmente no se le considera papa legítimo.

## Esteban II en la historia
En la época de la elección de Esteban, la elección papal estaba sujeta a dos requisitos:
1. El papa debía ser elegido entre los sacerdotes y diáconos de Roma, lo que implicaba que no podía ser obispo de otra diócesis.
2. La elección sólo se consideraba legítima desde el día de la ordenación del elegido como obispo.

La pronta muerte de Esteban impidió su ordenación como obispo de Roma, por lo que se le consideró como papa ilegítimo y fue borrado de las listas oficiales de los pontífices, en las que debería haber figurado como Esteban II.
El segundo requisito fue abolido en el siglo XII, por lo que Esteban pasó a ser considerado papa legítimo, hasta que en el siglo XX, durante el pontificado de Juan XXIII, se decidió nuevamente que Esteban no era un papa legítimo y fue nuevamente borrado de las listas de papas. Está incluido en el Anuario pontificio, que aunque no tiene la consideración de “lista oficial” sí tiene el tratamiento de “lista autorizada” por la Santa Sede.
Entre 752 y 942, siete papas llevaron el nombre de Esteban en su pontificado y, cuando posteriormente se adoptó la costumbre de numerar a los papas homónimos para diferenciarlos, se les asignó los dígitos del II al VIII, obviando al Esteban el efímero.
En 1057, cuando se eligió como papa a un nuevo Esteban y se había ya adoptado la costumbre de añadir un número, este tomó como nombre Esteban IX.
La relación de papas con el nombre de Esteban se extiende por tanto hasta Esteban IX. Sin embargo existen historiadores y listas que en sus relaciones de papas recogen las dos posibles nomenclaturas y, en varias, para referirse al papa Esteban que reinó entre 816 y 817 lo nombran como Esteban IV (o V).